# 俄亥俄單鰭七鰓鰻
俄亥俄單鰭七鰓鰻（學名：Ichthyomyzon bdellium），又稱俄亥俄魚吸鰻，為圓口綱七鰓鰻目七鰓鰻科單鰭七鰓鰻屬的一種，分布於北美洲美國俄亥俄河流域，從紐約州最西南端向西至印第安納州北部和伊利諾州東部，南至阿拉巴馬州北部，成魚軀幹肌節56-62，側線孔為黑色，口盤寬等於或寬於頭部，牙齒鋒利且發育良好，口下板，5-11顆牙齒，前葉3-4排，通常3排，第一排前牙3顆，均為單尖牙，橫舌板呈中等至強W形，具有眾多尖頭，身體背部為灰藍色，側面和腹部為銀灰色，尾鰭圓形，體長可達30公分，壽命可達1年，棲息在水質清澈、沙石底質的山區溪流底層，Ammocoete幼魚躲藏在砂石中，以藻類及有機碎屑為食，成魚會吸附在鱒魚、小口黑鱸身上，吸食其體液，生活習性不明。